# ВВВ-Венло
ВВВ-Венло (нід. VVV-Venlo, нід. вимова: [ˌveːveːˈveː ˈvɛnloː]; VVV розшифровується як нід. Venlose Voetbal Vereniging, «Венлійський футбольний клуб») — нідерландський професійний футбольний клуб з міста Венло. Був заснований 17 лютого 1903 року. Домашні матчі команда проводить на стадіоні «Де Кул», його місткість становить 7500 глядачів. Клуб в 1959 році ставав володарем Кубку Нідерландів, а в 1993 та 2009 роках ставав переможцем Першого дивізіону Нідерландів.
У сезоні 2022—23 клуб виступає в Ерстедивізі, другому за силою дивізіоні Нідерландів. Кольорами команди є жовтний та чорний.

## Стадіон

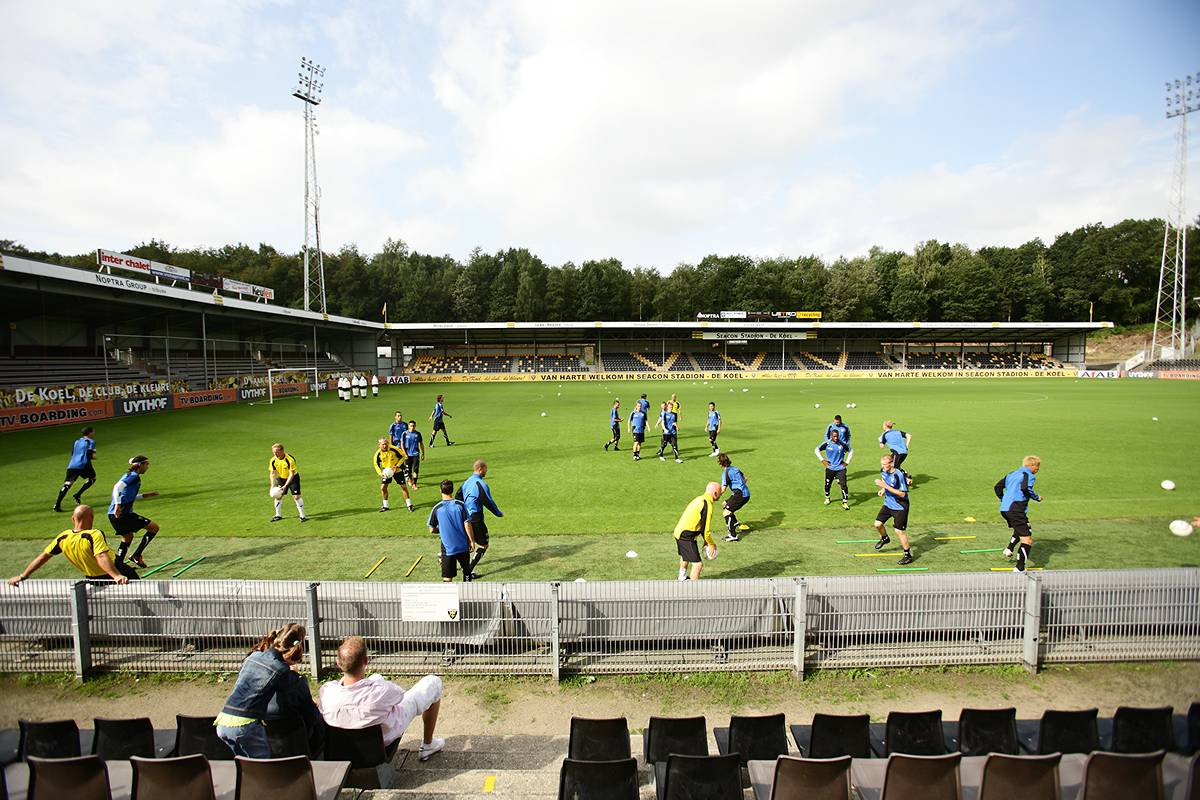
Вид на трибуни стадіону

З 1972 року «ВВВ-Венло» виступає на стадіоні «Де Кул», який вміщує 8000 глядачів. У 2004 році стадіон отримав нову назву «Сеакон стадіон Де Кул». У сезоні 2007/08 стадіон зазнав невеликого ремонту. У довгостроковій перспективі клуб планує побудувати новий стадіон в іншому місці.

## Досягнення
- Кубок Нідерландів:
  - Володар (1): 1959
- Ерстедивізі (рівень 2):
  - Чемпіон (3): 1993, 2009, 2017